# Проніне (Бокситогорський район)
Проніне (рос. Пронино) — присілок Бокситогорського району Ленінградської області Росії. Входить до складу Анісімовського сільського поселення.
Населення — 1 особа (2007 рік). 